# Fronteira Arábia Saudita–Omã
A fronteira entre Arábia Saudita e Omã, é uma linha de 676 km de extensão, sentido oeste-leste-norte, formada por duas linhas quase retilíneas, que separa o norte do sudeste da Arábia Saudita do território de Omã. No leste se inicia no deserto Rub' al-Khali, tríplice fronteira dos dois países com o Iêmem e vai ao norte no outro ponto triplo das duas nações com os Emirados Árabes Unidos, nas proximidades do Trópico de Câncer. Separa a desértica província saudita Oriental da província omanita de Interior.
As histórias das duas nações definiram a atual fronteira, bem como os acontecimentos nos Emirados. A Arábia Saudita adquire as atuais fronteiras entre 1924 e 1932 depois de conflitos entre a dinastia Saúde e os otomanos. Omã ficou desde o século XVIII sob governo dos persas e depois foi governado pelos britânicos, até ficar sob tutela britânica desde 1741 até ao reconhecimento da soberania omanita em 1951, independência real em 1960. 